# 596 (ядрен опит)
596 е кодираното наименование на първия опит с ядрено оръжие на Китайската народна република, проведен на 16 октомври 1964 г. на тестовата площадка Лоп нур. Ядрената бомба използва уран-235 и има мощност от 22 килотона. С този опит Китай става петата ядрена сила в света.